# 瑞慈醫療
上海瑞慈医疗投资集团有限公司又稱瑞慈醫療服務控股有限公司，簡稱瑞慈医疗集团、瑞慈医疗（港交所：01526），是中華人民共和國一家醫療集團，旗下業務涉及医院和体检機構。瑞慈医疗始於2000年，最初為南通瑞慈医院，於2002年正式運營。2007年开始涉足体检。2014年，南通瑞慈医疗集团成立。2016年10月6日在香港联交所（股票代码：HK01526）上市。

## 外部連結
- 官方网站